# Šekovići
Šekovići (serbisch-kyrillisch Шековићи) ist eine Gemeinde (opština) und der gleichnamige Ort im Nordosten von Bosnien und Herzegowina. Sie grenzt an die Gemeinden Kalesija und Osmaci im Norden, Zvornik im Osten, Vlasenica im Süden, Kladanj im Westen und gehört seit dem Bosnienkrieg zur Republika Srpska.

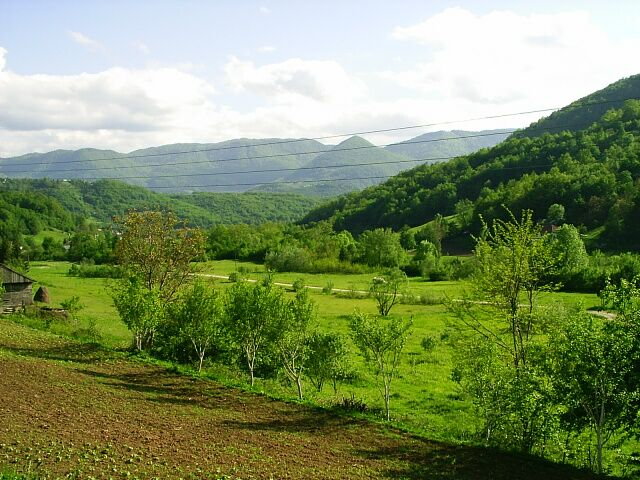
Landschaft in der Gemeinde Šekovići

Die dünn besiedelte Gemeinde befindet sich in den waldreichen Mittelgebirgen der Birač-Region in Nordost-Bosnien und wird von den Flüssen Drinjača und Tišća durchquert. Auf dem Gebiet der Gemeinde befinden sich zwei serbisch-orthodoxe Klöster, Papraća und Lovnica im Tal des gleichnamigen Flüsschens nahe dem Gemeindezentrum Šekovići.
Bei der letzten Volkszählung vor dem Bosnienkrieg bezeichneten sich im Jahre 1991 von 9629 Einwohnern insgesamt 9030 (93,8 %) als Serben und 326 (3,4 %) als Bosniaken. Von 34 Orten in der Gemeinde war das Dorf Papraća – Standort eines der beiden serbischen Klöster – das einzige mit einer bosniakischen Bevölkerungsmehrheit.
Im Krieg lag die Gemeinde direkt an der Frontlinie; viele Orte wurden schwer beschädigt. Zur Volkszählung 2013 lag die Bevölkerungszahl bei 6.761. Davon bezeichneten sich 6.618 als Serben (97,9 %) und 107 als Bosniaken.